# 熊谷直清 (戦国武将)
熊谷 直清（くまがい なおきよ）は、戦国時代から安土桃山時代にかけての武将。毛利氏の家臣。父は熊谷信直。父・信直の弟の熊谷直続の婿養子となった。

## 生涯
享禄3年（1530年）、安芸国の国人・熊谷氏の当主である熊谷信直の次男として生まれ、男子のいない叔父・直続の婿養子となった。
天文9年（1540年）の吉田郡山城の戦いを初陣とする。天文11年（1542年）、月山富田城の戦いの前哨戦である赤穴城の戦いにおいて養父の直続が討死したため、その家督を継いだ。
その後も毛利氏家臣として各地を転戦したが、慶長2年（1597年）9月9日に病死した。
直清の3代後の熊谷正直は、岩国領主吉川家に仕え、その典医（主治医）となった。